# Desulo
Desulo (Désulu in sardo) è un comune italiano di 2 005 abitanti della provincia di Nuoro in Sardegna.

## Geografia fisica

### Territorio

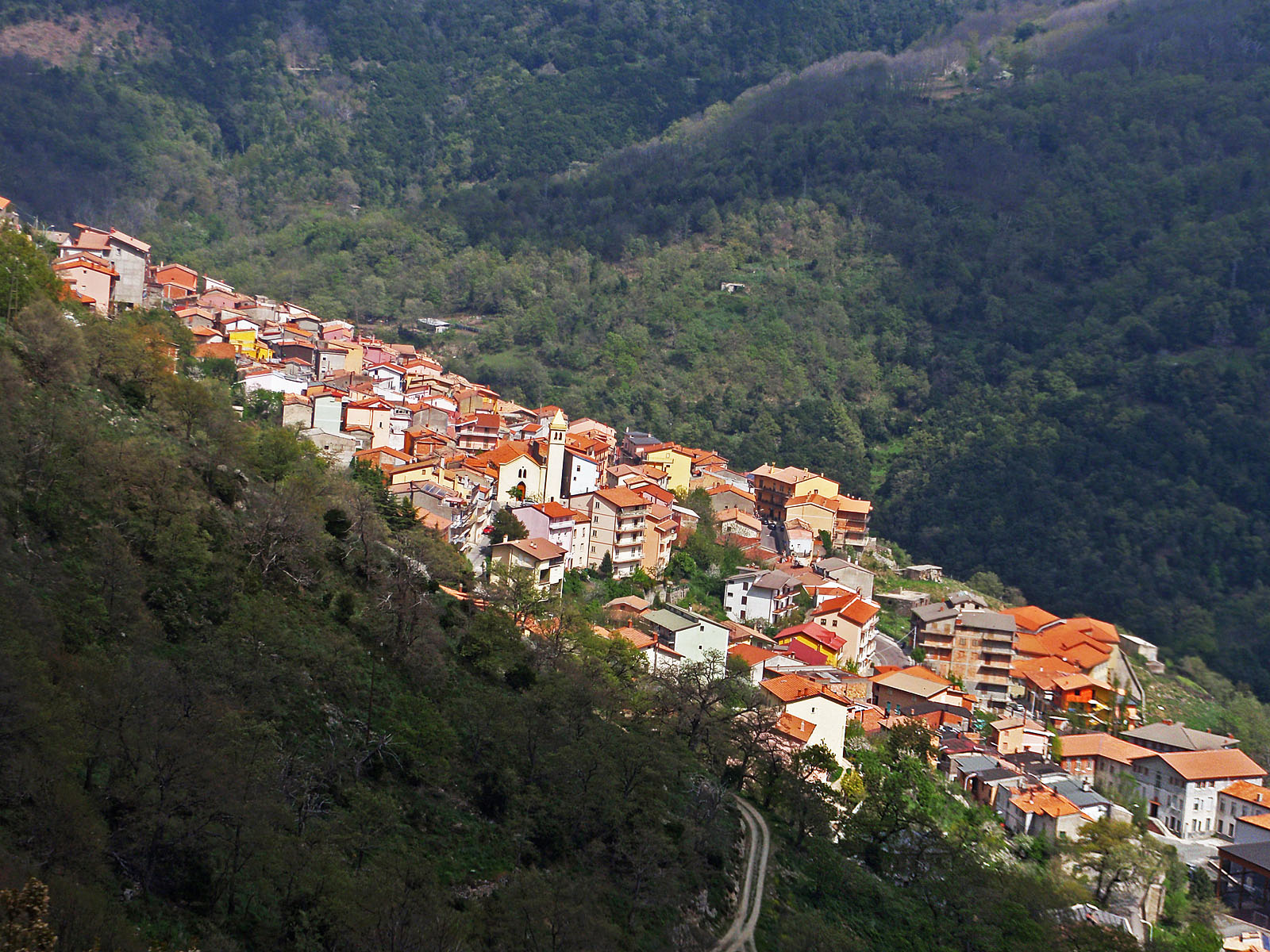
Vista dell'abitato

La sua altitudine varia dai circa 830 ai 1000 m s.l.m., Desulo è parte integrante del Mandrolisai.
È costituito da tre rioni:  Issiria, Ovolaccio e Asuai, separati prima della costruzione della strada Desulo-Fonni e uniti in seguito ad un boom edilizio negli anni sessanta e settanta.

## Origini del nome
Presunte fonti riportate sulle carte di Arborea, rivelatesi un falso storico, facevano derivare etimologicamente il nome da esule o esilium, a indicare un gruppo di cristiani cacciati da Calmedia, l'odierna Bosa.
Altre ricerche etimologiche vorrebbero origine del nome da "esulene" (luogo esposto al sole), o dal fenicio "desce" (erba, pascolo, luogo adatto al pascolo).

## Storia
Desulo nel medioevo faceva parte del Giudicato di Arborea, collocata nella curatoria del Mandrolisai.

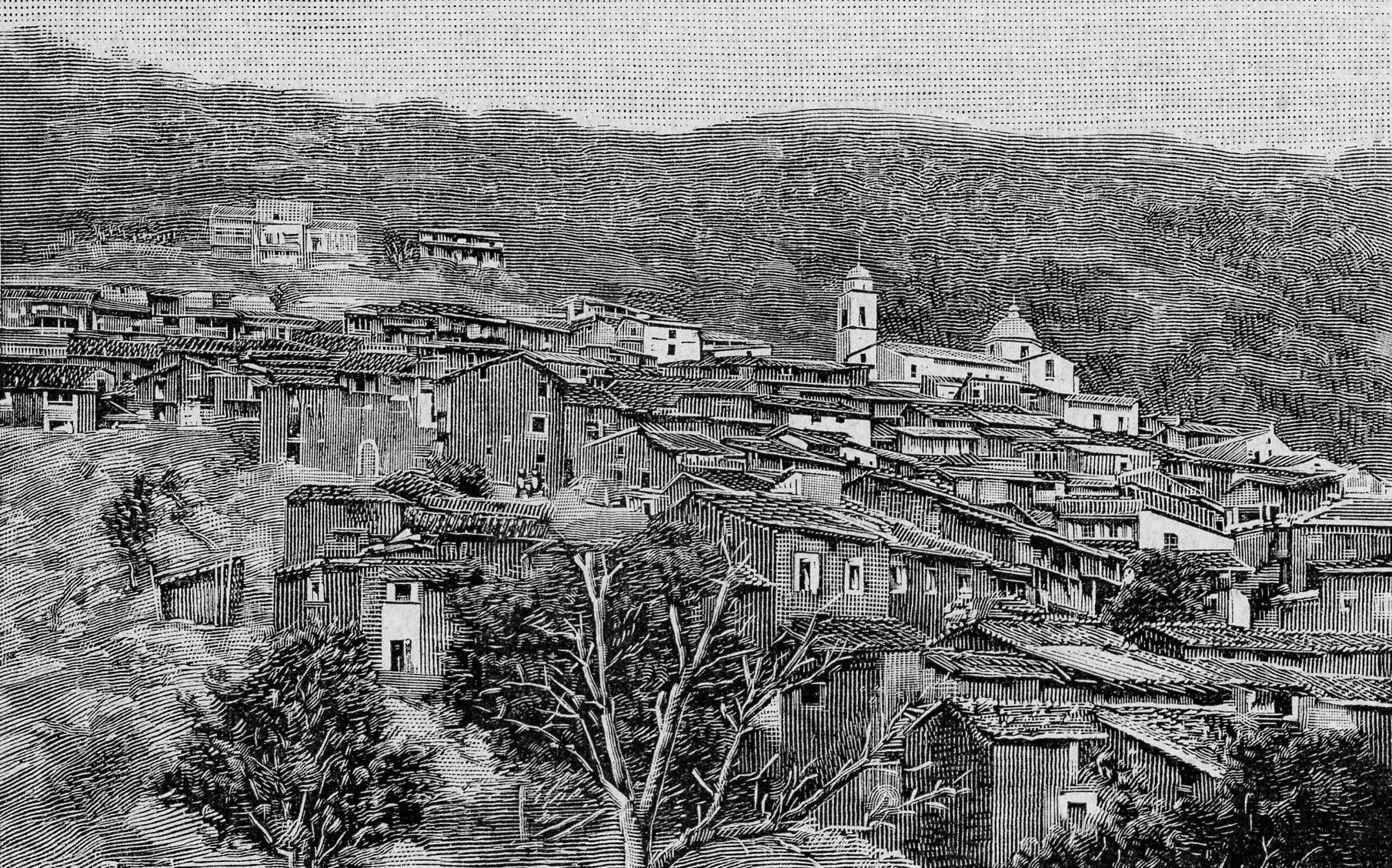
Panorama di Desulo (xilografia 1901)

Alla caduta del giudicato (1420) passò sotto il dominio aragonese, ma ottenne, come tutto il Mandrolisai, di essere governato da un signore nativo della contrada e scelto per elezione. Nel 1711 fu incorporato nella contea di San Martino, feudo dei Valentino, ai quali fu riscattato nel 1839 con la soppressione del sistema feudale.

### Simboli
Lo stemma e il gonfalone del comune di Desulo sono stati concessi con decreto del presidente della Repubblica del 9 aprile 2008.
Il gonfalone è un drappo di giallo.

## Monumenti e luoghi d'interesse

### Architetture religiose
- Parrocchia Nuova di Sant'Antonio Abate.La nuova chiesa parrocchiale di Sant'Antonio Abate è stata inaugurata il 6 luglio 1980. L'edificio sacro, che si affianca alla vecchia chiesa, dà l'impressione certo di grandiosità per la sua mole, ma ben si inserisce, per la sua realizzazione in scisto, nello stile di un paese montano. Per la costruzione sono bastati, grazie allo spirito di dedizione di molti, solo due anni di lavoro, sotto la direzione dell'Architetto Vincenzo Ceccarelli e su progetto dell'Ingegner Pierluigi Monni. La sua costruzione era necessaria poiché la vecchia chiesa, ormai pericolante, era stata chiusa al culto da ben tredici anni.
- Sant'Antonio Abate (antica parrocchiale). La vecchia chiesa di Sant'Antonio Abate si trova nel rione di Issiria, accanto alla nuova chiesa parrocchiale, è da tempo chiusa al culto perché necessita di un buon intervento di restauro. Risale al XVI sec. ed è un'opera interessante dal punto di vista artistico. Al suo interno, un tempo, custodiva opere di gran pregio, tra cui un pulpito in legno intagliato e policromato del XVII sec.(un pezzo d'importanza eccezionale dell'arte dell'intaglio popolaresco sardo, unico datato e firmato tra quelli sardi), oggi ammirabile nella nuova chiesa parrocchiale.Interessanti sono anche le statue lignee, sempre intagliate e policromate, opera per lo più del XVI sec., ora conservate nella chiesa di Santa Croce. Ricco di pregio era anche il corredo di argenti e paramenti sacri. La vecchia chiesa parrocchiale dedicata a sant'Antonio Abate (patrono di Desulo), struttura importante dal punto di vista architettonico e storico-artistico.
- Chiesa della Santa Croce edificata nel diciassettesimo secolo come oratorio della omonima Confraternita, ma più volte rimaneggiata nel tempo. Conserva diverse pitture su tavola del diciassettesimo secolo, e nell'altare maggiore la cinquecentesca statua in legno policromo di Cristo crocifisso che si trovava nella vecchia Chiesa Parrocchiale, e che viene portata in processione il Venerdì Santo nella processione detta “S'Interru de Deus” ossia il seppellimento di Dio.
- Chiesa della Madonna del Carmelo o del Carmine si trova nel rione di Ovolaccio. È stata edificata ex novo nel 1858, in sito diverso a quello dove esisteva l'antica chiesetta, ora distrutta di cui altro non restano che le fondamenta e la piazza detta de "Su Cramu". Nella nicchia dell'altare maggiore è collocato il simulacro della Madonna del Carmelo. In cornu epistole si trova una cappella dedicata a San Basilio, altra cappella è infine dedicata a Santa Rita. La festa in onore della Madonna del Carmelo si celebra il 16 luglio, in questa occasione si insediano le Prioresse di questa compagnia. La festa in onore di San Basilio, e l'insediamento delle nuove Prioresse di questa compagnia, si celebra invece la seconda domenica di settembre, la cerimonia di insediamento precede la processione e la messa.
- Chiesa di San Sebastiano si trova nel rione di Asuai. L'altare, l'abside e il prebisterio, come sono nello stato attuale, sono di recente costruzione e devono la loro sistemazione ai restauri compiuti nel 1932, quando fu sopraelevato il tetto ed allargata di qualche metro tutta la chiesa. La piccola sacrestia è stata edificata nel 1843. Nella chiesa oltre all'altare dedicato a San Sebastiano Martire è presente una cappella dedicata alla Madonna del Rimedio. Di recente è stata allestita una cappella dedicata al Santissimo Crocifisso. La festa in onore del Santo titolare della chiesa si celebra il 20 Gennaio, in questa occasione si accende in piazza un grande falò. La festa popolare si celebra invece la prima domenica di luglio, la messa viene preceduta dalla processione e dalla cerimonia di insediamento del nuovo gruppo delle Prioresse di San Sebastiano. Il 7 settembre invece, in occasione della festa della Vergine del Rimedio, si svolge una messa solenne e l'insediamento delle Prioresse di questa compagnia. Da questa chiesa il 19 maggio parte anche un piccolo pellegrinaggio in onore della Madonna della Guardia per cui è stata allestita una piccola cappella lungo la strada per Monte Corte.
- Chiesa della Madonna della Neve, vicino al passo denominato “S’Arcu de Tascusì, lungo la strada che porta da Fonni a Desulo, considerato il valico automobilistico più alto della Sardegna, che raggiunge i 1.245 metri di altezza. La Chiesa della Madonna della Neve si trova, su un rialzo del terreno, vicino al valico. L'ultimo giorno dell'anno 1913 cinque ambulanti di Desulo stavano facendo ritorno a casa quando, vicino al passo, li sorprese una tormenta di neve, e solo due di essi, abbandonati i cavalli, riuscirono a raggiungere il paese. Nel 1920, i sopravvissuti fecero edificare la Chiesa della Madonna della Neve come voto di riconoscenza verso la Madonna. Ogni anno, il 31 maggio, si svolge un pellegrinaggio a piedi dalla Chiesa Parrocchiale di Sant'Antonio Abate fino alla Chiesa della Madonna della Neve a Tascusì, dove viene celebrata la messa. La prima domenica di agosto, invece, si celebra la Festa grande, ossia la Festa della Madonna della Neve, che prevede nel pomeriggio si svolge la processione dalla Chiesa del Carmine alla Chiesa Parrocchiale di Sant'Antonio Abate, da dove ci si porta in macchina alla Chiesa della Madonna della Neve a Tascusì, dove viene officiata la messa all'aperto.

### Architetture civili
Il centro storico, caratterizzato dalle tipiche case realizzate in pietra di scisto, conserva scorci immutati nel tempo.
- Palazzo Comunale o Comune, detto Municipio di Desulo, è un grande edificio, chiamato anche Palazzo Civico che ospita la sede e gli uffici dell'amministrazione comunale. Nel 2015 ha scelto una frase di Charles Bukowski il sindaco Gian Luigi littarru, per dire ai suoi concittadini che la sua amministrazione non discrimina nessuno: La mia porta è aperta alla destra e alla sinistra, ai bianchi e ai neri e ai gialli e ai rossi e ai diversi tipi di uomini e di donne; lesbiche e omosessuali. Non insegno, imparo. La targa con la citazione campeggia sulla porta del primo cittadino.
- Casa natale di Montanaru. Nel rione Ovolaccio, prendendo la via Montanaru, al civico numero 34, vi è il Museo Etnografico ospitato nella casa natale del poeta Antioco Antiogu Casula, più noto con lo pseudonimo Montanaru con il quale firmava le sue opere. La palazzina, ristrutturata, è del tipo tradizionale desulese, ma con alcuni elementi di ricercatezza nella facciata. Il tema principale del Museo è rappresentato dagli strumenti funzionali al lavoro agricolo, alla pastorizia, all'artigianato, alla panificazione, alla tessitura ed alla lavorazione della cera.

### Siti archeologici
Da segnalare il nuraghe più alto della Sardegna in località Ura 'e Sole, la tomba dei giganti di Sa Sedda 'e s'ena e le domus de janas di Occile.

### Luoghi di interesse naturalistico
Attrazioni turistiche sono la montagna ricca di boschi e foreste incontaminate come Girgini. Desulo è la base di partenza ideale per le escursioni sulla vetta più alta della Sardegna, punta La Marmora, a 1834 m s.l.m.. Sempre da Desulo, percorrendo la strada provinciale 7 per Fonni, è possibile raggiungere il passo di Tascusì, considerato il secondo valico automobilistico più alto della Sardegna a circa 1245 m s.l.m.

## Società

### Evoluzione demografica
Abitanti censiti

### Lingue e dialetti
La variante del sardo parlata a Desulo è riconducibile alla Limba de mesania.

### Tradizioni e folclore

#### Festività e tradizioni popolari
(Antioco Casula (Montanaru). A Desulu)

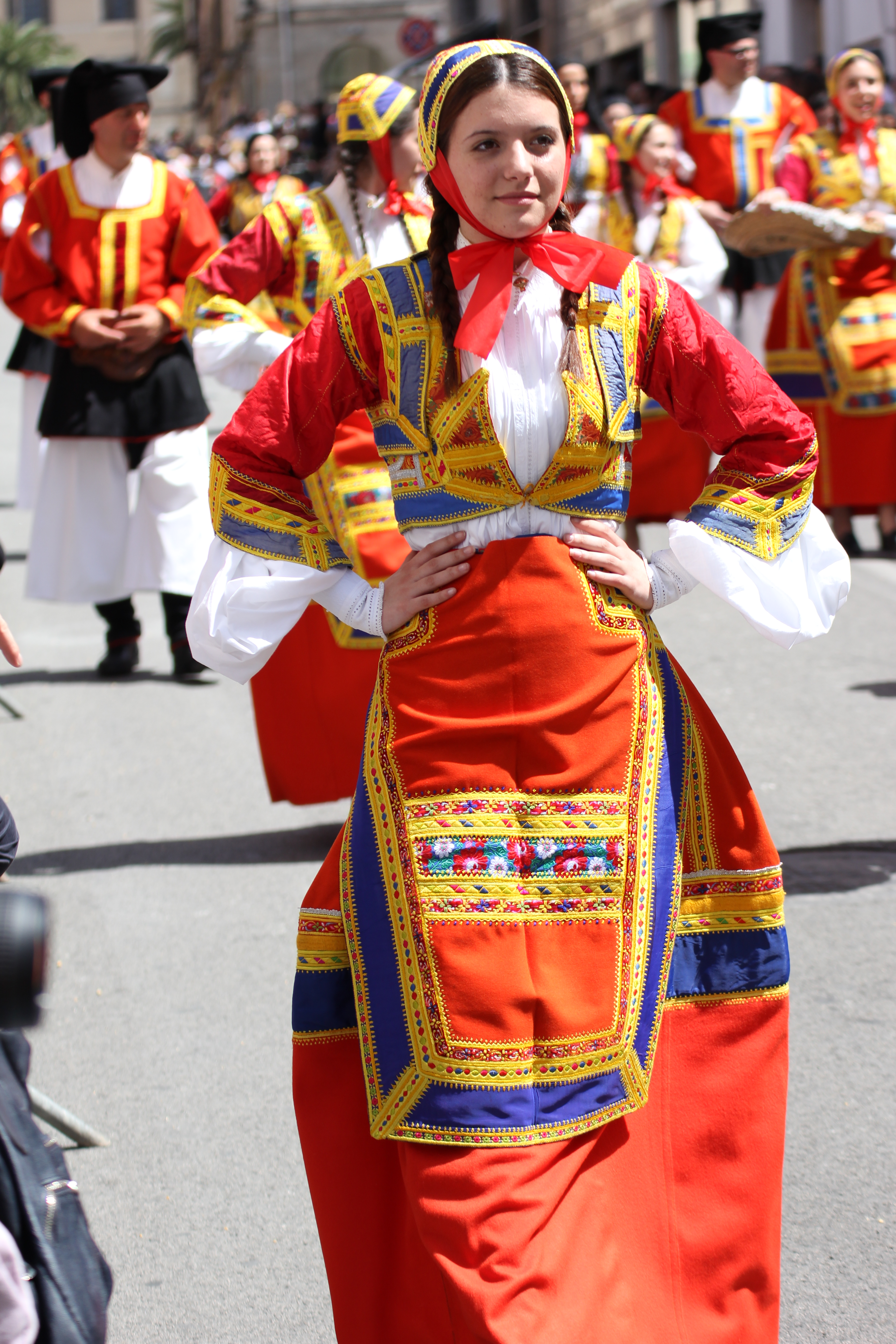
Costume tradizionale

- La sagra "La Montagna Produce" ogni anno cambia data ma solitamente si svolge i primi giorni di novembre.Promuove e valorizza i prodotti tipici della montagna, l'artigianato artistico e le secolari tradizioni. Durante la sagra viene assegnato il premio letterario Montanaru, riservato ai poeti sardi. Numerose sono le iniziative culturali collaterali alla manifestazione. Altre festività sono la Sagra della Madonnina della neve, sagra che si tiene la prima settimana di agosto nel passo di Tascusì, la festa del patrono Sant'Antonio Abate a gennaio con l'accensione di un grande falò ("su fogu 'e sant'antoni"), Inoltre le feste di san Basilio e san Sebastiano patroni di Ovolaccio e di Asuai.

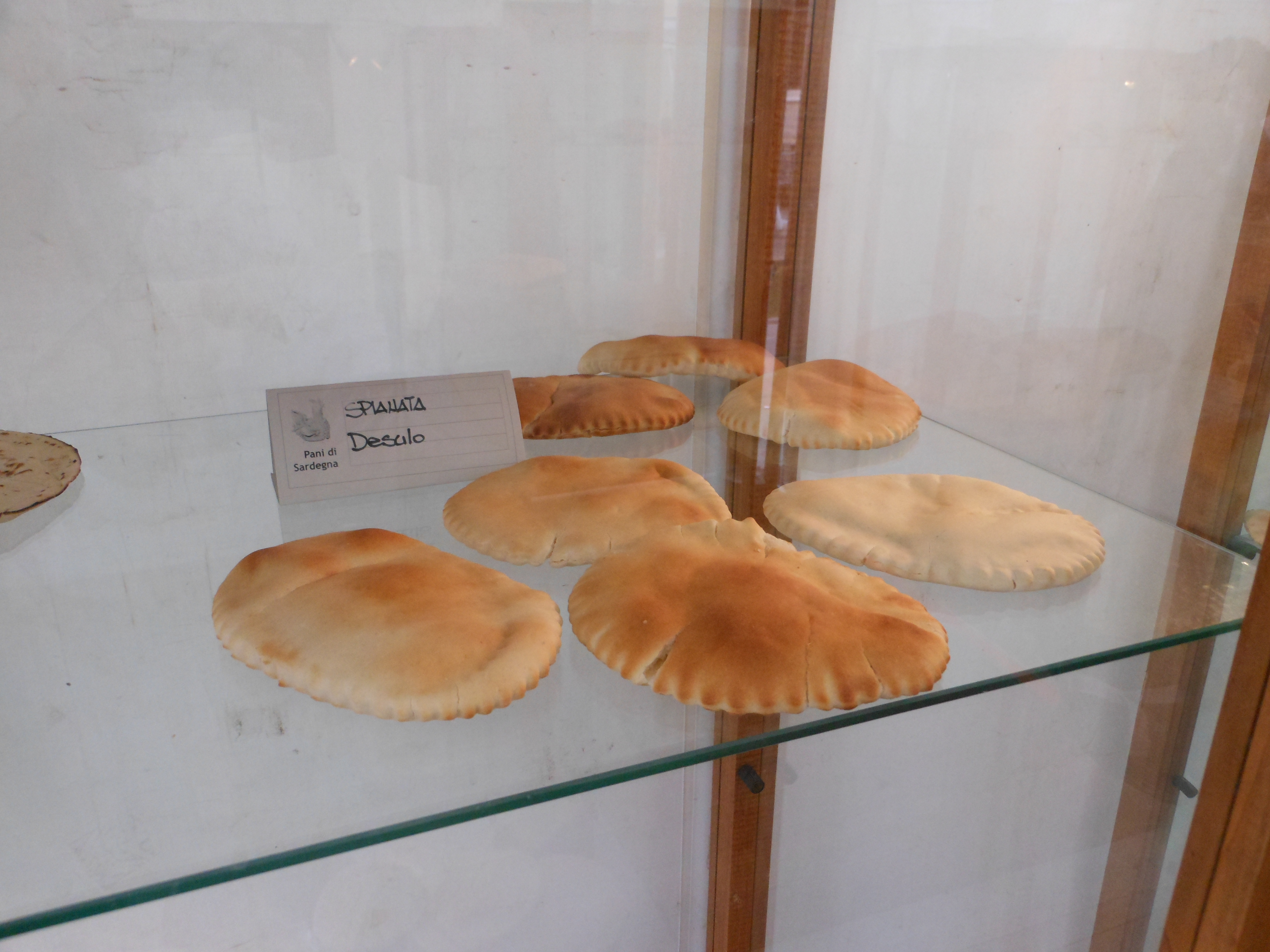
La spianata di Desulo

Attualmente si cerca di riportare in uso varie tradizioni come la transumanza, con le pecore portate all'arrivare della primavera dal Campidano al paese. A Desulo è ancora possibile vedere le donne anziane col costume tradizionale, fatto in orbace rosso e ricamato con colori vivissimi.

## Geografia antropica

### Monumenti
Il borgo non presenta particolari costruzioni storiche, tranne il nucleo abitativo di matrice ottocentesca presente nella zona Carrottu e la chiesa di San Sebastiano, patrono, su base secentesca e modificata da successivi rifacimenti. All'interno del suo territorio non sono censiti altri presidi religiosi.

### Asuai
Asuai è uno dei tre borghi montani che compone il centro abitato di Desulo, in provincia di Nuoro. È localizzato a 820 metri sul livello del mare e ha una popolazione di 1 092 abitanti.  Sino all'Ottocento era staccato di oltre un chilometro dal resto di Desulo e aveva una propria cartellonistica. Tanto che in diverse cartine geografiche, veniva sino a poco tempo fa, indicato separatamente. Storicamente conosciuto come Asnay, poi divenuto Asuai, il nome senza dubbio fa emergere una origine sardiana o comunque protosardiana. Viene citato anche nelle fonti come villaggio che pagava le decime alla curia Romana al posto di Desulo (M. Pittau op.cit). È noto per essere il rione degli ambulanti desulesi (viagiantes o camminantes) che portavano le loro mercanzie in giro per la Sardegna. Agli ambulanti è anche dedicata una piazza antistante la chiesa di San Sebastiano martire. Altro luogo di interesse è la piazzetta Tonino Puddu, dedicata al grande maestro del folklore di Nuoro, prematuramente scomparso. Il sito si trova lungo la strada principale, ovvero la via Cagliari.
Contrariamente a quello che accade nel resto del comune di Desulo, Asuai celebra san Sebastiano con due ricorrenze votive. Una invernale, con gli eventi del 19 e 20 gennaio e l'altra estiva, la prima domenica di luglio. Prima della festa, gli appartenenti al comitato, eseguono una questua rituale per raccogliere i proventi per la festa in tutte le abitazioni di Asuai prima e poi nel resto del paese.
Nel territorio di Asuai esistono ancora una ventina di vigne attive. Si tratta di alcuni dei vigneti più alti in Sardegna, quasi a ridosso degli ottocento metri. In passato, infatti il territorio di Asuai, a partire dalla fine del paese fino a giungere alla stazione ferroviaria di Montecorte (Desulo-Tonara) era adibito alla coltivazione di vite e frutteto. Nonostante il progressivo abbandono dei vigneti, almeno una decina di famiglie si occupa della loro cura.

### Issiria
Issiria è uno dei tre borghi montani che compone il centro abitato di Desulo. Situato a 900 metri sul livello del mare, è uno dei rioni più importanti e popolosi. In questo rione si trovano le due chiese parrocchiali (una vecchia e una nuova) di Sant’Antonio Abate, vicino si trova la chiesa della Santa Croce.

### Ovolaccio
Ovolaccio è uno dei tre borghi montani che compone il centro abitato di Desulo, ed è posto a 850 metri sul livello del mare. Nel rione si trova la casa natale di Montanaru, poeta in lingua sarda, che ospita il Museo Etnografico; più avanti si trova la chiesa della Madonna del Carmelo.

## Infrastrutture e trasporti

### Ferrovie
Il comune è servito dalla stazione di Desulo-Tonara, posta circa cinque chilometri a sud-ovest del paese nel territorio comunale di Tonara: la struttura, posta lungo la ferrovia Isili-Sorgono, dal 1997 è attiva esclusivamente per finalità turistiche legate al servizio Trenino Verde dell'ARST

## Amministrazione
| Periodo         | Periodo         | Primo cittadino         | Partito                          | Carica  | Note   |
| --------------- | --------------- | ----------------------- | -------------------------------- | ------- | ------ |
| 23 aprile 1995  | 16 aprile 2000  | Francesco Mammoliti     | liste civiche di centro-sinistra | Sindaco | [ 8 ]  |
| 16 aprile 2000  | 8 maggio 2005   | Salvatore Ignazio Borto | centro                           | Sindaco | [ 9 ]  |
| 8 maggio 2005   | 30 maggio 2010  | Giuseppe Antonio Zanda  | lista civica                     | Sindaco | [ 10 ] |
| 30 maggio 2010  | 31 maggio 2015  | Gian Luigi Littarru     | lista civica "Desulo nel Cuore"  | Sindaco | [ 11 ] |
| 31 maggio 2015  | 26 ottobre 2020 | Gian Luigi Littarru     | lista civica "Desulo nel Cuore"  | Sindaco | [ 12 ] |
| 26 ottobre 2020 | in carica       | Giovanni Cristian Melis | lista civica "Desulo domani"     | Sindaco | [ 13 ] |

### Gemellaggi
- Montecchia di Crosara